# Usina de cremação de lixo de Belém
A Antiga Usina de Lixo, originalmente chamada Usina de Cremação de Lixo de Belém (atual CRAS Cremação), foi um centro de incineração de tratamento de resíduos sólidos, que situava-se no município brasileiro de Belém (estado do Pará), fundada em 1897 por Antônio Lemos. Esta inspirou o nome do bairro belenense da Cremação. Tombada como patrimônio histórico de nível municipal.
O centro de incineração foi desativado e sua área foi remodelada no ano de 2000, sendo construido em seu entorno a Praça Dalcidio Jurandir e, atualmente o prédio abriga um Centro de Referência de Assistência Social (CRAS-Cremação).

## História
Durante o auge do ciclo da borracha na Amazônia (1880-1910), ocorreram inúmeros acontecimentos que trouxeram destaque a região amazônica, levando-a a ser um local de interesse de políticos-econômicos de cientistas e intelectuais europeus. Um deles foi a glamourização  devido a pretensão de transformar alguns estados da Região Norte brasileira, como o Pará, em uma cpóia da Europa na América Latina, projeto chamado Paris n'América (em francês: Petit Paris) e Belle Époque do então intendente Antônio Lemos (1897-1911) quando o país iniciava o período da República, promovendo assim uma renovação estética e higienista. Atendendo ao novo estilo da elite do látex (destaque aos seringalistas) e também demonstrar aos investidores estrangeiros que Belém era segura e salubre para transformar a capital em um centro financeiro, de luxo e, de divertimento. A cidade tornou-se point de palacetes, bondes e, intelectuais em cafés e praças.
No entanto, desde que a Família Real Portuguesa chegou em terras brasileiras e com o aumento da movimentação de pessoas nas cidades, os problemas de cidade grande foram colocadas em debate, como o saneamento básico, enquanto Belém se expandia aceleradamente no final do século XVII. Um problema comum de grandes cidades incomodou o então intendente Antônio Lemos (1897-1911), na capital havia amontoados de lixo em vários locais, além de animais mortos que também eram abandonados nas vias públicas. Ressalta-se, que a maior parte da população era pobre, possuindo pouca renda para comprar peixe, enquanto tentavam adotar hábitos europeus.
Assim em 1897, Antônio Lemos presupondo possíveis surtos epidemiológicos na população, além da preocupação em atrair os investidores à cidade,  idealizou medidas de saneamento, como rede de esgoto, calçamento aperfeiçoado, arborização das ruas e, o projeto de um forno incinerador de lixo. Belém já possuía uma área de queimação, porém era em um local próximo de uma das áreas de desenvolvimento da cidade.
Em 1901, foi construída a usina incineradora de lixo da capital, a Usina de Cremação de Lixo, onde eram trabalhados cerca de 80 toneladas de lixo ao dia, situada na rua 22 de junho (atual rua alcindo Cacela), que na década de 1900 era uma região com baixa densidade populacional. Assim devido a usina o bairro foi chamado popularmente de Cremação, considerado um dos primeiros locais a ter o calçamento no estilo europeu com o uso de pedra de lioz, tradicionalmente usadas em Portugal.
Em 1980, o projeto de incineração no bairro da Cremação foi desativado devido apresentar mal funcionamento, mas continua servindo de referência ao bairro da Cremação. Agora fazendo parte da Praça Dalcídio Jurandir, construida em 2000 ao redor da antiga usina de lixo, após uma reivindicação no Orçamento Participativo realizado pela Prefeitura Municipal de Belém. O antigo prédio atualmente é ocupado pelo Centro de Referência de Assistência Social do bairro da Cremação (CRAS Cremação).

## Tombamentos municipais
Relação de imoveis tombados no município de Belém e distritos pela Fundação Cultural do Município de Belém (Lei 7709/1994):
| LOCAL                                                                               | BAIRRO            | FUNDAÇÃO | COORDENADAS                   | REF               |
| ----------------------------------------------------------------------------------- | ----------------- | -------- | ----------------------------- | ----------------- |
| Usina de cremação de lixo de Belém                                                  | Cremação          | 1897     | 1° 27′ 48″ S, 48° 28′ 36″ O   | [ 8 ] [ 9 ] [ 7 ] |
| Chácara Bem-Bom                                                                     | Marco             |          | 1° 26′ 10″ S, 48° 27′ 29,5″ O | [ 7 ]             |
| Bosque Rodrigues Alves                                                              | Marco             | 1883     | 1° 25′ 50″ S, 48° 27′ 25″ O   | [ 7 ]             |
| Residência Bittencourt                                                              | Marco             |          | 1° 26′ 40″ S, 48° 27′ 52″ O   | [ 7 ]             |
| Centro Histórico de Belém                                                           |                   |          | 1° 27′ 16″ S, 48° 30′ 21″ O   | [ 7 ]             |
| Cemitério da Soledade                                                               | Batista Campos    | 1850     | 1° 27′ 27″ S, 48° 29′ 24″ O   | [ 7 ]             |
| Biblioteca Avertano Rocha ou Chalé Tavares Cardoso                                  | distrito Icoaraci | 1880     | 1° 18′ 02″ S, 48° 29′ 21″ O   | [ 7 ]             |
| Companhia de Desenvolvimento e Administração da Área Metropolitana de Belém (CODEM) | Nazaré            |          | 1° 27′ 08″ S, 48° 29′ 12″ O   | [ 7 ]             |
| Conjunto Arquitetônico da Avenida Senador Lemos (nº 465, 475, 483 e, 493)           | Umarizal          |          | 1° 26′ 20″ S, 48° 29′ 19″ O   | [ 7 ]             |
| Escola Benvinda de França Messias                                                   | São Brás          | 1951     | 1° 27′ 01″ S, 48° 28′ 07″ O   | [ 7 ] [ 10 ]      |
| Mercado de São Brás                                                                 | São Brás          | 1911     | 1° 27′ 05″ S, 48° 28′ 07″ O   | [ 7 ]             |
| Horto Municipal e Chalé da Praça Milton Trindade                                    | Batista Campos    | 1897     | 1° 27′ 29″ S, 48° 29′ 14″ O   | [ 7 ] [ 11 ]      |
| Palacete Bolonha                                                                    | Nazaré            | 1905     | 1° 27′ 07″ S, 48° 29′ 27″ O   | [ 7 ] [ 12 ]      |
| Universidade Federal Rural da Amazônia (UFRA)                                       | Montese           | 1951     | 1° 27′ 31″ S, 48° 26′ 04″ O   | [ 7 ]             |